# The Concrete Compilation
The Concrete Compilation (іноді зустрічається назва The Concrete Collection) — збірка найкращих треків шведського гурту B-Thong, видана у 2000 році нідерландським лейблом Mascot Records вже після припинення діяльності колектива. До альбому увійшли найкращі треки з усіх трьох попередніх альбомів, а також чотири пісні, що були записані протягом студійних сесій, але не потрапили до жодного з релізів: Hatewheel та Seven Stitches мали б увійти до альбому «Damage», а Itchy Fingers і My Kind Of Enemy було створено під час роботи над «From Strength to Strength».

## Список пісень
| #   | Назва                    | Тривалість |
| --- | ------------------------ | ---------- |
| 1.  | «Schizophrenic Pavement» | 3:08       |
| 2.  | «Fatal Accusation»       | 2:43       |
| 3.  | «Days of Blood»          | 5:49       |
| 4.  | «Taking You Home»        | 4:38       |
| 5.  | «Under My Nails»         | 5:03       |
| 6.  | «Seeking»                | 5:56       |
| 7.  | «Dead Parts Parts Dead»  | 1:26       |
| 8.  | «Cockroach»              | 3:46       |
| 9.  | «Last Way Wrong Way»     | 4:22       |
| 10. | «Blind Addiction»        | 4:07       |
| 11. | «Ropes»                  | 4:01       |
| 12. | «Under Behind»           | 3:08       |
| 13. | «Cut or Run»             | 2:43       |
| 14. | «The Ogre»               | 5:03       |
| 15. | «Lucified»               | 4:38       |
| 16. | «Suntrip»                | 3:48       |
| 17. | «Hatewheel»              | 3:27       |
| 18. | «Seven Stitches»         | 4:29       |
| 19. | «Itchy Fingers»          | 3:44       |
| 20. | «My Kind of Enemy»       | 4:30       |

## Склад гурту
- Тоні Єленкович — вокал
- Ральф Юлленгаммар — вокал
- Стефан Турессон — гітара
- Ларс Геглунд — бас-гітара
- Морган Петтерсон — ударні